# Barotropía

Estratificación de la presión y la densidad de un fluido barotrópico.

La barotropía de un fluido es una característica por la cual las líneas de presión constantes (isobara) coinciden con las de densidad constantes (isopicna). Ello permite una relación en la que la presión solo depende de la densidad, no de otros campos; esto es P=P(ρ). En general, cualquier fluido isoentrópico o isotermo será un barótropo. Esto sucede en la atmósfera terrestre en los  trópicos, ya que allí las diferencias de temperatura entre una zona y otra al mismo nivel son pequeñas.
Lo contrario de una atmósfera barotrópica es una atmósfera baroclina.
- Datos: Q739293